# 2721 Vsekhsvyatskij
2721 Vsekhsvyatskij eller 1973 SP2 är en asteroid i huvudbältet som upptäcktes den 22 september 1973 av den rysk-sovjetiske astronomen Nikolaj Tjernych vid Krims astrofysiska observatorium på Krim. Den har fått sitt namn efter Sergey Vsekhsvyatsky.
Asteroiden har en diameter på ungefär 17 kilometer och den tillhör asteroidgruppen Themis.